# (6011) Tozzi
Pour les articles homonymes, voir Tozzi.
(6011) Tozzi est un astéroïde de la ceinture principale.

## Description
(6011) Tozzi est un astéroïde de la ceinture principale. Il fut découvert le 29 août 1990 à l'Observatoire Palomar par Henry E. Holt. Il présente une orbite caractérisée par un demi-grand axe de 2,72 UA, une excentricité de 0,15 et une inclinaison de 2,5° par rapport à l'écliptique.

## Compléments